# Аналіз сингулярного спектру

Розділення часового ряду на тренд, осцилюючі компоненти і шум

Аналіз сингулярного спектру (англ. Singular spectrum analysis, SSA), також «Гусениця» — метод аналізу часових рядів, що базується на перетворенні одновимірного часового ряду на багатовимірний і подальший його сингулярний розклад. При правильному використанні метод дозволяє розділити часовий ряд на тренд, періодичні компоненти і випадковий шум.

## Опис базового методу
У найбільш розповсюдженому варіанті алгоритму, вхідними даними є одномірний часовий ряд {\displaystyle F_{N}}, де {\displaystyle N} — довжина ряду. SSA складається з чотирьох етапів:
1. Перетворення одновимірних даних на багатовимірні, або вкладання (англ. embedding). Оберемо число {\displaystyle 2\leq L<N}, ширину вікна. Нехай {\displaystyle K=N-L+1}. Побудуємо матрицю розміру {\displaystyle L\times K}, наступним чином: перший стовпчик складають елементи ряду з {\displaystyle f_{1}} по {\displaystyle f_{L}}. Другий — {\displaystyle f_{2}} по {\displaystyle f_{L+1}}, і так до К-того стовпця, у який входять елементи від {\displaystyle f_{K}} по {\displaystyle f_{N}}.
{\displaystyle \mathbf {X} ={\begin{bmatrix}f_{1}&f_{2}&f_{3}&\ldots &f_{K}\\f_{2}&f_{3}&f_{4}&\ldots &f_{K+1}\\f_{3}&f_{4}&f_{5}&\ldots &f_{K+2}\\\vdots &\vdots &\vdots &\ddots &\vdots \\f_{L}&f_{L+1}&f_{L+2}&\ldots &f_{N}\\\end{bmatrix}},}
Матриця {\displaystyle \mathbf {X} } називається траєкторною матрицею. Усі елементи, що лежать на діагоналях, паралельних побічній є рівними, тобто така матриця є ганкелевою.
2. Сингулярний розклад траєкторної матриці. Нехай {\displaystyle \mathbf {S} =\mathbf {X} \mathbf {X} ^{T}}, матриця розмірності {\displaystyle L\times L}. Тоді, позначимо власні числа матриці {\displaystyle \mathbf {S} } як {\displaystyle \lambda _{1},\lambda _{2},...,\lambda _{L}}, а власні вектори як {\displaystyle U_{1},U_{2},...,U_{L}}. Якщо {\displaystyle d} — це кількість ненульових власних чисел, то можна визначити {\displaystyle d} факторних векторів
{\displaystyle V_{i}={\frac {\mathbf {X} ^{T}U_{i}}{\sqrt {\lambda _{i}}}}}
Тоді траєкторну матрицю можна представити у вигляді
{\displaystyle \mathbf {X} =\mathbf {X} _{1}+\mathbf {X} _{2}+\ldots +\mathbf {X} _{d}=\sum _{i=1}^{d}{\sqrt {\lambda _{i}}}U_{i}V_{i}^{T}}
Сукупність деякого власного числа {\displaystyle \lambda _{i}} а також власного і факторного векторів що йому відповідають, називається власною трійкою (англ. eigentriple)
3. Групування. Усі власні трійки розбиваються на {\displaystyle m} груп що не перетинаються, які позначаються як {\displaystyle I_{1},I_{2},...,I_{m}}. Матриці що входять до кожної групи складаються: нехай {\displaystyle I} це деяка група, в яку входять {\displaystyle p} різних власних трійок, тоді
{\displaystyle \mathbf {X} _{I}=\mathbf {X} _{i_{1}}+\mathbf {X} _{i_{2}}+...+\mathbf {X} _{i_{p}}}
Групування є найбільш нетривіальною частиною метода. Критерієм правильності його виконання є те, що результуючи матриці, що отримуються сумацією всіх матриць всередині групи, є близькими до ганкелевих, тобто, значення на їх діагоналях, паралельних побіжним є рівними або хоча б близькими. Складові часового ряда, які можливо виділити таким чином, називаються розділимими.
4. Усереднення, або ганкелізація. Оскільки рідко можливо створити справді ганкелеві матриці у попередньому етапі, у кожній з матриць {\displaystyle \mathbf {X} _{I}}, всі значення, що лежать на діагоналях, паралельних побічній, усереднюються:
{\displaystyle {\widetilde {x_{1,1}}}=x_{1,1}};
{\displaystyle {\widetilde {x_{1,2}}}={\widetilde {x_{2,1}}}={\frac {x_{1,2}+x_{2,1}}{2}}};
{\displaystyle {\widetilde {x_{1,3}}}={\widetilde {x_{2,2}}}={\widetilde {x_{3,1}}}={\frac {x_{1,3}+x_{2,2}+x_{3,1}}{3}}...}
Отримана в результаті усереднення матриця буде ганкелевою, як і оригінальна траєкторна матриця {\displaystyle \mathbf {X} }. Кожній з цих матриць можна поставити у відповідність деякий часовий ряд {\displaystyle {\widetilde {F_{N}^{(i)}}}} (за тим самим принципом, як з часового ряду була отримана траєкторна матриця). Отримані {\displaystyle m} часових рядів у сумі будуть давати оригінальний часовий ряд:
{\displaystyle F_{N}={\widetilde {F_{N}^{(1)}}}+{\widetilde {F_{N}^{(2)}}}+...+{\widetilde {F_{N}^{(m)}}}}
Компоненти, які є результатом роботи алгоритму можуть бути розподілені на три типи: тренд (нестаціонарна частина серії, монотонно зростаюча або спадаюча компонента, іноді з окремими піками — загалом, межа між трендом і періодичними компонентами з дуже довгим періодом є розмитою), періодичні компоненти (такі компоненти не обов'язково є гармонійними коливаннями, і можуть мати довільну форму, а іноді — амплітудну або частотну модуляцію, тобто, їх розмах або період може повільно збільшуватися або зменшуватися з часом, в останньому випадку такі компоненти називають квазіперіодичними), і шум (аперіодичні, хаотичні, швидкозмінні компоненти, що мають близьку до нуля коваріацію).
Перед використанням методу, для коректного порівняння різних компонент, дані зазвичай нормалізують — віднімають середнє значення і ділять на середньоквадратичне відхилення.

## Принцип роботи
Метод є ідейно близьким до методу головних компонент: у просторі траєкторних матриць він шукає ортогональний базис, за яким можна розкласти матрицю на незалежні компоненти. Сингулярний розклад дозволяє знайти такий базис, і крім того, має важливу особливість: серед всіх матриць рангу r (де r є меншим ніж ранг траєкторної матриці), матриця, що дорівнює сумі перших r матриць з сингулярного розкладу буде найближчою до оригінальної матриці (в сенсі, норма Фробеніуса різниць цих матриць буде найменшою).

## Розділюваність компонент
Розділюваність (англ. separability) є дуже важливою концепцією для розуміння ефективності методу. Тільки якщо компоненти ряду є розділюваними, SSA зможе їх коректно виділити. Існує два різних типи розділюваності, слабка і сильна. Нехай є ряд {\displaystyle F_{N}} що складається з двох компонент, {\displaystyle F_{N}^{(1)}} і {\displaystyle F_{N}^{(2)}}. Тоді ці компонентами називаються слабко розділюваними, якщо усі підряди довжини L першого ряду є ортогональними усім підрядам довжини L другого ряду, і те саме щодо підрядів довжини {\displaystyle K} (тобто {\displaystyle N-L-1}). Або, що те саме, кожен з стовпців траєкторної матриці першого ряду є ортогональним кожному стовпцю другого ряду (і те саме щодо рядків траєкторних матриць).
Додатковою умовою сильної розділюваності є те, що множини власних значень матриць {\displaystyle \mathbf {S_{1}} } і {\displaystyle \mathbf {S_{2}} } не перетинаються.
Якщо усі власні значення траєкторної матриці є унікальними (тобто, не повторюються), то визначення сильної і слабкої розділюваності є однаковими.
Існує необхідна, але не достатня умова розділюваності, яка називається w-ортогональність. Нехай {\displaystyle L^{*}=min(L,K),K^{*}=max(L,K)}. Визначимо ваговий вектор
{\displaystyle w_{i}={\begin{cases}i,&{\mbox{if }}1\leq i<L^{*}\\L^{*},&{\mbox{if }}L^{*}<i\leq K^{*}\\N-i,&{\mbox{if }}K^{*}<i\end{cases}}}
Якщо представити {\displaystyle w} як ряд, він буде мати трапецієвидну форму.
Також, визначимо зважений добуток часових рядів як:
{\displaystyle (F^{(1)},F^{(2)})_{w}=\sum _{i=1}^{N}w_{i}f_{i}^{(1)}f_{i}^{(2)}}
Ряди {\displaystyle F^{(1)}} і {\displaystyle F^{(2)}} називаються w-ортогональними, якщо {\displaystyle (F^{(1)},F^{(2)})_{w}=0}.
Хоча w-ортогональність не є достатньою умовою для роздільності, вона є необхідною — якщо два ряди не w-ортогональні, тоді вони і не розділювані. При цьому, ця умова є обчислювано простою, тому вона досить широко застосовується.
Два гармонічні періодичні ряди є розділюваними, якщо їх періоди у ціле число разів менші за розмірності траєкторної матриці: {\displaystyle T_{1}=L/m_{1}=K/p_{1};T_{2}=L/m_{2}=K/p_{2}}.
Зазвичай повна розділюваність є недосяжною, тому на практиці від даних очікується наближена розділюваність. Існує кілька метрик, якими можливо її виміряти:
- Максимальна кореляція. Ортогональність двох векторів можна розуміти як нульову кореляцію між їх компонентами. Тому максимальне абсолютне значення кореляції серед усіх пар підрядів довжини L i K (де один член пари взятий з першого ряду, а другий — з другого) є мірою неортогональності (чим ближча вона до нуля, тим краще).
- Зважена кореляція (англ. w-correlation), яка є оцінкою близькості до w-ортогональності, і визначається як:

{\displaystyle \rho _{12}^{(w)}={\frac {(F^{(1)},F^{(2)})_{w}}{(F^{(1)},F^{(1)})_{w}*(F^{(2)},F^{(2)})_{w}}}}
Чим ближчий він до нуля, тим більш близькими до ортогональності є два ряди.

## Вибір параметрів моделі
Загалом, базовий SSA має лише два параметри. Перший — числовий, довжина вікна. Другий — методологічний, спосіб групування.
Довжину вікна зазвичай обирають достатньо великою, оскільки вона має бути більшою, ніж можливі періоди коливання компонентів ряду, проте не більшою ніж {\displaystyle N/2}. Нормальною практикою є {\displaystyle L>N/4}. Якщо ми очікуємо, що ряд містить компоненту деякого періоду, то є сенс взяти L кратним цьому періоду.
Пошук методу групування є більш широкою задачею. Існує кілька емпіричних вказівок на те, як групувати компоненти:
- На діаграмі власних значень, {\displaystyle (log(\lambda _{i}),i)} компоненти що відносяться до шуму виглядають як довгий і плавно спадаючий хвіст. Такі компоненти зазвичай достатньо сильно w-корельовані між собою[12].
- Періодичним компонентам часто відповідають два близьких власних значення, або одне значення, якщо це пилкоподібна компонента (кожне наступне значення змінює знак відносно попереднього)
- Найбільшим власним значенням відповідають найбільш значущі компоненти — зазвичай це тренд.